# 亨利·皮爾戈斯

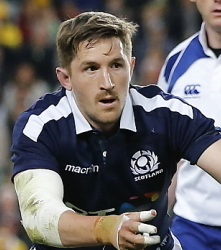

亨利·皮爾戈斯（英語：Henry Pyrgos；1989年7月9日—）是一位蘇格蘭橄欖球運動員。他是蘇格蘭國家橄欖球隊的一員，代表蘇格蘭參加了2015年世界盃橄欖球賽。